# Светлоголовая пеночка
Светлоголовая пеночка (лат. Phylloscopus coronatus) — певчая птица из семейства пеночковых (Phylloscopidae).
Птица небольшого размера, с длиной тела 11—12 см, весом около 7,5 г, с типичной для представителей этого рода окраской: зелёный верх тела, светлый низ. Над глазом выделяется светлая «бровь».
Вид обитает в Азии: Бангладеш, Китай, Индия, Индонезия, Япония, Лаос, КНДР, Республика Корея, Таиланд, Сингапур, Вьетнам, Россия. В России встречается в следующих регионах: Приморский край, Хабаровский край, Амурская область, Еврейская автономная область, Забайкальский край, Сахалинская область (п-ов Крильон и остров Кунашир). Площадь ареала составляет 1 100 000 км². Известны также залеты в Европу:
- 4 октября 1843 года, Гельголанд, Германия
- 30 сентября 2002 года, Ругаланн, Норвегия
- 23 октября 2004 года, Коккола, Финляндия
- 5 октября 2007 года, Катвейк, Нидерланды
- 22 октября 2009 года, Саут-Шилдс, Великобритания
- 30 октября 2011 года, Хартфордшир, Великобритания

Обитает в лесах умеренного пояса. Питается насекомыми и паукообразными.